# Dengizico
Dengizico ou Dengizich foi o sucessor de Elaco no Império Huno e um dos muitos filhos de Átila.
Em 457/458 ou 467/468, invadiu o Reino Ostrogótico da Panônia para atacar o rei Valamiro (r. 447–465). Nessa invasão, foi auxiliado pelos ultzinzures, angísciros, bitugures e bardores.